# サボテンがにくい
「サボテンがにくい」は、1988年6月にNHK『みんなのうた』で放送された楽曲。作詞・歌：山田邦子、作曲：山崎直也、編曲：塩塚博。
歌を担当した山田は、同番組では初めての起用となった。また、同番組で使用されたアニメ映像は森まさあきとアニメーションスタッフルームが製作を手掛けた。『みんなのうたDVD-BOX』(第10集)には当時の映像付きで収録されている。
番組関連のCDには山野さと子によるカバーのみが音源化されていたが、2011年にビクターから販売されたCD「NHK みんなのうた 50 アニバーサリー・ベスト ～おしりかじり虫～」には山田歌唱で初収録。
山田は番組が60周年を迎えた2021年のインタビューで、NHKから楽曲の作詞、作曲どちらでもいいからやってほしいと依頼されて嬉しく『やります！』と即答したと振り返った。